# Guillaume Dupuis
Guillaume Ladislas Dupuis (* 3. Mai 1887 in Montreal; † 25. April 1954 in Montreal) war ein kanadischer Chorleiter und Musikpädagoge.

## Leben
Dupuis begann seine musikalische Ausbildung in den Fächern Klavier und Harmonielehre bei Joseph Piché. Er studierte dann gregorianischen Gesang bei Guillaume Couture und Henri Garrouteigt, Harmonielehre bei Romain Pelletier und Chorleitung bei Charles-Hugues Lefebvre. Von 1918 bis 1949 war er Chorleiter an der Kathedrale Notre-Dame de Montréal. Daneben unterrichtete er Gesang und Solfège in verschiedenen Institutionen und war Direktor der Solfègeklassen der Provinz Québec. Sein Spezialgebiet war die Ausbildung von Kinderchören.
Außerdem war Pelletier Leiter des Quatuor Octave-Pelletier mit den Tenören Arthur Lapierre und Joseph-Henri Thibodeau, dem Bariton Rodrigue Gauthier und dem Bass Jean-Marie Magnan. Auch sein Sohn Charles-Olivier Dupuis (1928–2008) war als Chorleiter tätig.